# Pouzilhac
 Pouzilhac  es una población y comuna francesa, situada en la región de Languedoc-Rosellón, departamento de Gard, en el distrito de Nimes y cantón de Remoulins.

## Demografía
| 328 | 357 | 372 | 403 | 373 | 434 |
| Para los censos de 1962 a 1999 la población legal corresponde a la población sin duplicidades (Fuente: INSEE [Consultar]) |     |     |     |     |     |